# Callipia vicinaria
Callipia vicinaria är en fjärilsart som beskrevs av Paul Dognin 1913. Callipia vicinaria ingår i släktet Callipia och familjen mätare. Inga underarter finns listade i Catalogue of Life.